# Nomós Magnisías
Nomós Magnisías var en prefektur i Grekland.   Den låg i regionen Thessalien, i den centrala delen av landet, 160 km nordväst om huvudstaden Aten. Antalet invånare var 190 010. Arean var 2 636 kvadratkilometer.
Prefekturen var indelad i 22 kommuner och 4 samhällen fram till 31 december 2010 när den delades i regiondelarna Magnesien och Sporades.
Terrängen i Nomós Magnisías är kuperad åt nordväst, men åt sydost är den bergig.